# Antti Iivonen
Antti Kalervo Iivonen, född 26 september 1940 i Vilppula, är en finländsk fonetiker.
Iivonen blev filosofie doktor 1971 på en avhandling om vokaler i tyskan. Han var 1971–1974 biträdande professor i fonetik vid Uleåborgs universitet och 1975–1980 vid Helsingfors universitet, där han 1980–2005 var professor i ämnet. År 1990 utnämndes han till ledamot av Finska Vetenskapsakademien.
Iivonen har i sina undersökningar behandlat bland annat betonings- och intonationsteorier samt de fonetiska principerna i uppbyggnaden av språkens vokalsystem.